# Copernicus (månekrater)
Copernicus er et stort nedslagskrater på Månen, beliggende i den østlige del af Oceanus Procellarum på Månens forside. Dets alder anslås til omkring 800 millioner år og danner udgangspunkt for klassificeringen af kratere, der dannedes i perioden Copernican ved at udvise et tydeligt strålesystem.
Copernicuskrateret blev navngivet af Giovanni Riccioli (1598-1671), en italiensk jesuit, som i overensstemmelse med kirkens doktrin offentligt var modstander af det heliocentriske system, som den polske astronom Nicolaus Kopernicus havde genfremsat. Riccioli citeres for at have "kastet Kopernicus i Stormenes Ocean" (Oceanus Procellarum). Ikke desto mindre navngav han et af de mest fremtrædende og bemærkelsesværdige kratere på Månen efter videnskabsmanden  og kan derved have antydet sin virkelige hensigt. Navnet blev officielt tildelt af den Internationale Astronomiske Union (IAU) i 1935. Krateret fik senere tilnavnet "Månens monark" af Thomas Gwyn Elger.
I 1966 fotograferedes krateret i en skrå vinkel af Lunar Orbiter 2 (billedet nederst til højre). Dette detaljerede billede betegnedes af NASA-geologen Martin Swetnick (senere citeret af Time Magazine) som "et af århundredets mest betydningsfulde billeder." 

## Karakteristika
I den cirkulære rand kan der skelnes en hexagonal form med en indre væg og en 30 km bred skrånende vold, som falder næsten en kilometer ned mod det omgivende mare. Der ses tre tydelige terrasser og bjergskred, som skyldes sammenfald af den indre væg, efterhånden som kraterstykker er faldet ned.
Sandsynligvis på grund af dets nylige dannelse er kraterbunden ikke blevet dækket af lava. Terrænet i bunden er bakket i den sydlige halvdel, mens det er ret jævnt mod nord. De centrale toppe udgøres af tre isolerede højder, som rejser sig så højt som 1,2 km over bunden. Disse toppe er adskilt af dale og ligger nogenlunde på linje på en øst-vest akse. Infrarøde undersøgelser af toppene i 1980'erne fastslog, at de primært bestod af den mafiske form af olivin.
Baseret på billeder i høj opløsning fra Lunar Orbiter 5 beskrev Terry W. Offield fra U.S. Geological Survey, at krateret havde:
| Citat | ...en kraterrand fuld af småhøje, talrige store løsrevne blokke i kratervæggen og en samling af centrale toppe. Der forekommer en række parallelle sprækker, som er dannet efter at kratervæggen fik sin nuværende form, men før de mest jævne bundmaterialer kom på deres nuværende plads. Materialerne i den jævne kraterbund udviser et hvirvelmønster af brud som dem, der ses ved lavastrømme på Jorden. Disse materialer er forbundet med talrige bakker, som har kratere i toppen, og som sandsynligvis er små vulkaner. Adskillige lave områder af kraterkanten og -væggen er delvis udfyldt af, hvad der ser ud til at være søer af vulkansk materiale eller muligvis flydende materiale fra nedslaget. | Citat |
|       | |       |

## Omgivelser
Copernicus er synlig i kikkert og ligger lidt nordvest for centrum af den del af Månen, som vender mod Jorden. Syd for krateret ligger Mare Insularum og mod syd-sydvest Reinholdkrateret. Nord for Copernicus ligger Montes Carpatus i den sydlige udkant af Mare Imbrium.  Vest for Copernicus findes en gruppe spredte månebakker. På grund af sin relativt unge alder har krateret nogenlunde bibeholdt den form, det havde, da det dannedes.
Strålesystemet udbreder sig så langt som 800 kilometer ud over det omgivende mare og ligger over stråler fra kraterne Aristarchus og Kepler. Strålerne er mindre tydelige end de lange, lineære stråler omkring Tychokrateret og ligger i mange områder ikke spredt radialt. Et udbredt mønster af mindre betydende kratere ses også i Copernicus' omgivelser, hvilket allerede blev vist på et månekort af Giovanni Cassini i 1680. Nogle af disse sekundære kratere danner kæder, som bugter sig gennem det udkastede materiale.

## Satellitkratere
De kratere, som kaldes satellitter, er små kratere beliggende i eller nær hovedkrateret. Deres dannelse er sædvanligvis sket uafhængigt af dette, men de får samme navn som hovedkrateret med tilføjelse af et stort bogstav. På kort over Månen er det en konvention at identificere dem ved at placere dette bogstav på den side af satellitkraterets midte, som ligger nærmest hovedkrateret. Copernicuskrateret har følgende satellitkratere:
| Copernicus | Koordinater                       | Diameter, km |
| ---------- | --------------------------------- | ------------ |
| A          | 9°31′N 18°54′V / 9.52°N 18.90°V   | 3            |
| B          | 7°30′N 22°23′V / 7.50°N 22.39°V   | 8            |
| C          | 7°07′N 15°26′V / 7.12°N 15.44°V   | 6            |
| D          | 12°12′N 24°48′V / 12.20°N 24.80°V | 5            |
| E          | 6°24′N 22°42′V / 6.40°N 22.70°V   | 4            |
| F          | 5°53′N 22°14′V / 5.89°N 22.24°V   | 3            |
| G          | 5°55′N 21°31′V / 5.92°N 21.51°V   | 4            |
| H          | 6°53′N 18°17′V / 6.89°N 18.29°V   | 4            |
| J          | 10°08′N 23°56′V / 10.13°N 23.94°V | 6            |
| L          | 13°29′N 17°05′V / 13.48°N 17.08°V | 4            |
| N          | 6°55′N 23°19′V / 6.91°N 23.31°V   | 6            |
| P          | 10°07′N 16°04′V / 10.11°N 16.06°V | 4            |
| R          | 8°04′N 16°50′V / 8.06°N 16.84°V   | 4            |

## Måneatlas
- Billeder af Copernicuskrateret i LPI-måneatlasset